# Programme SEALAB

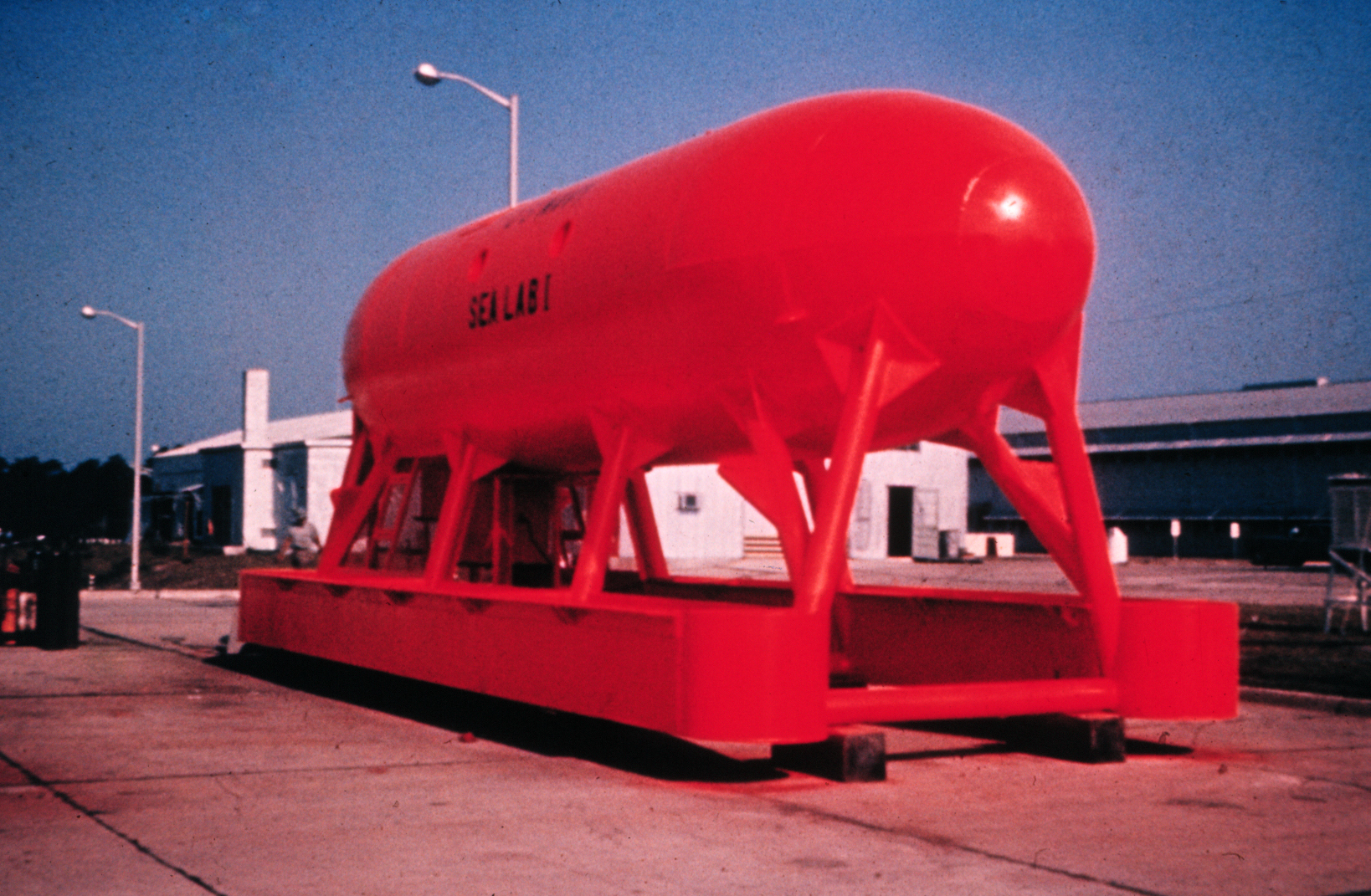
SEALAB I

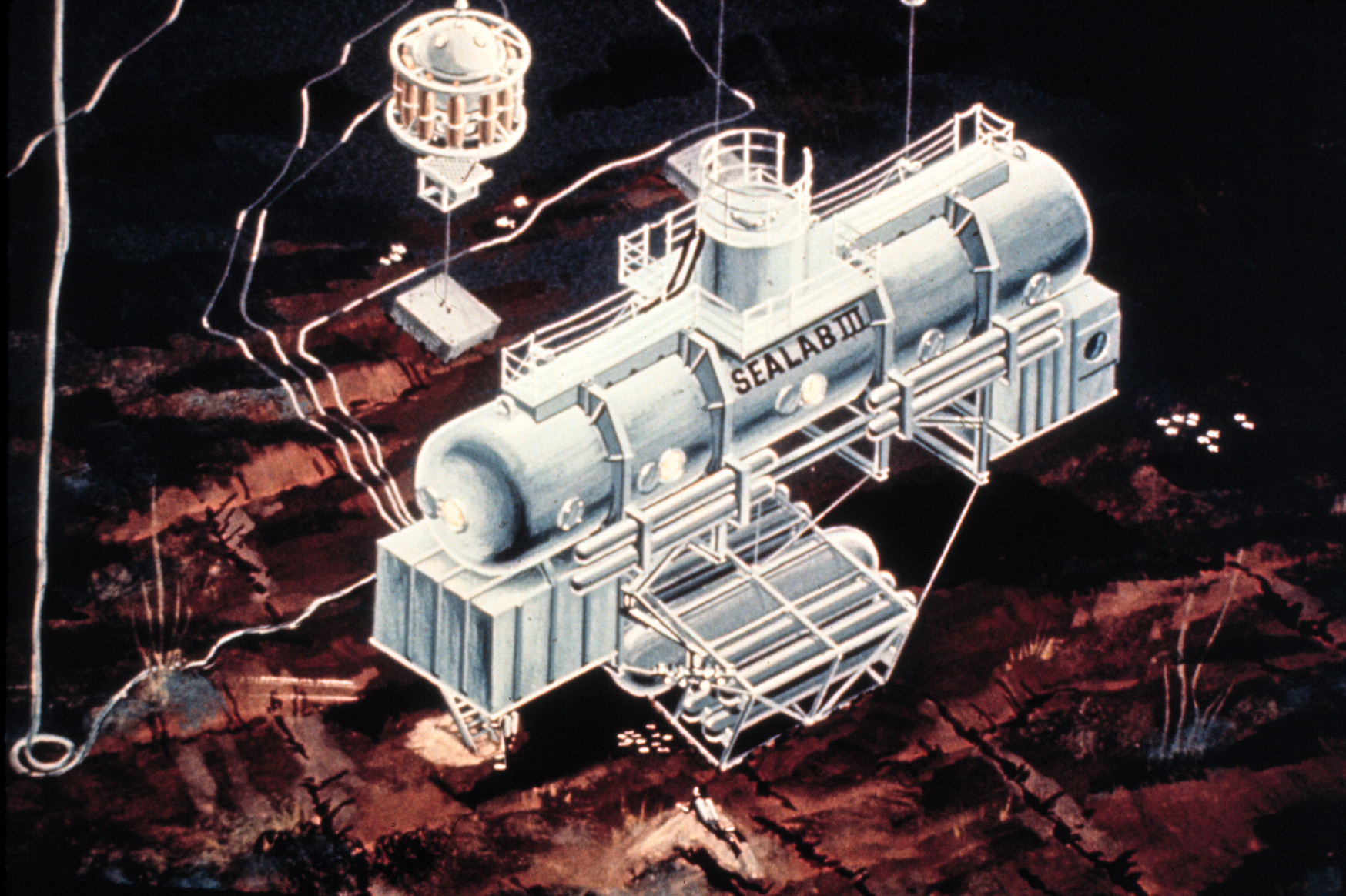
SEALAB III

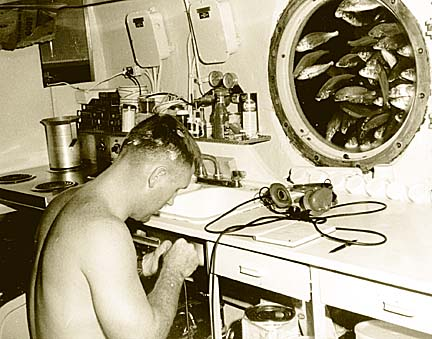
L'aquanaute Berry Cannon dans Sealab II en 1965

Le programme SEALAB est un programme expérimental d'habitats sous-marins (en) mis au point par la Marine des États-Unis dans les années 1960 pour prouver la viabilité de la plongée en saturation et de la capacité humaine à vivre en isolement pendant de longues périodes.
Les connaissances acquises par les missions SEALAB (I, II et III) ont contribué à faire avancer la science de la plongée sous-marine et à mieux comprendre des tensions psychologiques et physiologiques que les humains peuvent supporter.
Le capitaine George F. Bond a initié et servi comme médecin-chef et chercheur principal du programme SEALAB de la marine américaine.